# Yunnanilus tigerivinus
Yunnanilus tigerivinus är en fiskart som beskrevs av Li och Duan, 1999. Yunnanilus tigerivinus ingår i släktet Yunnanilus och familjen grönlingsfiskar. Inga underarter finns listade i Catalogue of Life.